# Sidototo
Sidototo is een bestuurslaag in het regentschap Kebumen van de provincie Midden-Java, Indonesië. Sidototo telt 1548 inwoners (volkstelling 2010).